# Cyanobacterine
Cyanobacterine is een cytotoxische organische verbinding die in 1982 geïsoleerd werd uit Scytonema hofmannii, een cyanobacteriesoort die in zoetwater leeft.
De chemische structuur werd het volgende jaar gepubliceerd; het molecuul is een γ-lacton en bevat een chlooratoom.
Deze secundaire metaboliet is een natuurlijk biocide (algicide), dat de groei van een aantal micro-algensoorten blokkeert door onderbreking van fotosynthetisch elektronentransport. Naast cyanobacteriën zijn vele eukaryotische algen er gevoelig voor, zoals Euglena gracilis.
Cyanobacterine is potentieel bruikbaar in milieuvriendelijke anti-aanslagverven.